# Romet 760 Polo
Romet 760 Polo – model z nowej rodziny motorowerów 700 produkowanych przez Zakłady Romet w Bydgoszczy. Produkowany był od roku 1976.
Jest to  motorower zbliżony do modelu Romet 750 Pegaz, ze zmodernizowaną sylwetką, która miała nawiązywać do rowerów do gry w polo. Zyskał przez to nową wydłużoną kierownicę oraz nowy wydłużony bak pochodzący z motoroweru Komar Sport, umieszczony pomiędzy kierownicą a siodłem. Siodło uzyskało nowy kształt wraz z metalowym oparciem. Zastosowano w nim silnik Dezamet serii 017 o mocy 1,7 KM.

## Dane techniczne

### Silnik
- Typu 017, dwusuwowy z przepłukiwaniem zwrotnym, jednocylindrowy, chłodzony powietrzem.
- Średnica cylindra 38 mm, skok tłoka 44 mm, pojemność skokowa 49,8 cm³.
- Stopień sprężania 8:1
- Moc nominalna 1,7 +/- 0,2 KM (1,25 +/- 0,15 kW) przy 4800 obr./min
- Moc maksymalna 1,8 KM (32 KM/l) przy 5600 obr./min
- Moment maksymalny 0,29 kGm (2,85 Nm) przy 2800 obr./min
- Cylinder żeliwny, głowica ze stopu lekkiego
- Wał korbowy i stopa korbowodu łożyskowane tocznie
- Rozrusznik nożny
- Przeniesienie napędu: kołami zębatymi (zęby skośne)
- Przełożenie biegów: I bieg 1,92 ; II bieg 1,0
- odbiór napędu	łańcuch rolkowy 1/2x4, 8x100 ogniw, liczba zębów koła zdawczego z=12
- kąt wyprzedzenia zapłonu: stały 27 stopni (3 mm przed ZZ)
- odstęp pomiędzy stykami przerywacza: 0,3-0,4 mm
- świeca zapłonowa: gwint M14x1,25; wartość cieplna 225 (Bosch) lub F80 (Iskra)
- odstęp między elektrodami świecy: 0,5-0,6 mm
- rozruch silnika: rozrusznikiem nożnym
- Zmiana biegów rękojeścią pokrętną, umieszczoną z lewej strony kierownicy
- Ilość oleju w skrzynce biegów 0,5 l
- Sprzęgło dwutarczowe mokre
- Masa silnika bez oleju 10,3 kg
- Gaźnik GM12F poziomy, o przelocie 12 mm
- Paliwo stanowiło mieszankę (1:25) benzyny z olejem Lux10, Lux dw lub Mixol S
- Eksploatacyjne zużycie paliwa około 2l/ 100 km

### Rama i wymiary
- Rama otwarta rurowa spawana, grzbietowa
- Zawieszenie koła przedniego na widelcu teleskopowym bez tłumienia, o skoku 50 mm
- Zawieszenie koła tylnego na wahaczu resorowanym dwoma teleskopami o skoku 60 mm
- Kierownica wydłużona
- Siodło podłużne z oparciem
- Wydłużony bagażnik
- Osłony (przykręcone w środkowej części ramy, pod zbiornikiem paliwa) na linki sterujące
- Całkowita długość 1700 mm, wysokość rączek kierownicy 1100 mm, wysokość siodła 800 mm.
- Motorower malowany w kolorach czerwonym, pomarańczowym, jasnozielonym i jasnoniebieskim
- Od silnika do skrzyni biegów kołami zębatymi, przełożenie 3,32, od skrzyni biegów do koła tylnego częściowo osłoniętym łańcuchem 1/2˝x4,8 o 102 ogniwach, przełożenie 2,54
- Hamulce szczękowe o średnicy 97,5 mm, przedni – ręczny, tylny – nożny, uruchamiany dźwignią po prawej stronie
- Wyposażenie: pompka do pompowania ogumienia, torebka z narzędziami, dzwonek rowerowy, szybkościomierz z licznikiem kilometrów